# Saco Viejo
Saco Viejo es una localidad del departamento San Antonio, en la provincia de Río Negro, Argentina. Se ubicada a orillas de la bahía San Antonio, sobe península Villarino dentro del golfo San Matías. Se emplaza a 40 km de Las Grutas, 5 minutos del puerto de San Antonio Este y a 1100 km de Buenos Aires.
Aunque se halla a varios kilómetros al norte del área poblacional de San Antonio Oeste; se constituye como parte de su ejido municipal. Su economía gira en torno al turismo.
Es una de las 6 localidades que integran el extenso ejido municipal de San Antonio Oeste. El tratamiento de localidad se debe a la distancia de varios kilómetros que vuelven a Saco Viejo  un punto poblacional aislado como para ser considerados un mero barrio sanantoniense.

## Toponimia
Fue nombrada debido a la existencia y abundancia en tiempos pasados de “sacos” rotos, en desuso, que los colonos encontraron en la zona y fue la característica que hacía fácil reconocer el lugar. La presencia de los sacos rotos abandonados se debió a un sistema muy precario de transportar, en las tropas de carros, el agua que se extraía de los pozos. Para ello se cocía cuero de vaca como si fuera una bolsa o saco dejándole un orificio a la altura del cogote, se llenaba con el agua extraída y se colgaba debajo de los carros que hacían el recorrido desde Viedma hasta la zona de Quetrequile.
El lugar casi tuvo el nombre de Saco San Antonio como se lo denominó en la diligencia de mensura aprobada con fecha 30 de abril de 1891 por decreto firmado por el entonces presidente Carlos Pellegrini.

## Historia
Los primeros pobladores del lugar fueron los tehuelches. Su supervivencia en la zona se logró mediante aljibes improvisados conocidos como jagüeles. Cuando abandonaron el lugar dejaron, entre los médanos, los pozos de agua dulce.
Al principio al lugar se lo denominaba “La Posta”, parada de carros y carretas para reabastecerse. Especialmente uno de esos pozos tenía agua en abundancia, al que llamaron “Pozo Moro”.
La historia moderna comenzó con el se desarrolló una primer poblamiento en la zona ubicada entre esta localidad y San Antonio Este. El pueblo consistía en una pequeña población con las casas y comercios diseminados sin guardar ningún orden urbanístico. Sus casas eran de adobe con techo de chapa. Sus habitantes eran empleados del juzgado de paz, el telégrafo nacional, subprefectura, comercios ligados al transporte marítimo y lugareños dedicados a la cría de ganado ovino y caprino. La vida se caracterizó por ser durísima al existir médicos en la zona, las personas debían recurrir a las curanderas que preparaban los “medicamentos” a base de yuyos. Trasladarse a Viedma para ser atendidos era una difícil travesía en carros o a caballo.
Pocas eran las familias que tenían un buen pasar, estaban ligadas al comercio y la navegación y manejaban la economía del puerto. En cierto modo, estas familias se sentían responsables de la población y brindaban ayuda a los de menos recursos. En los galpones de la firma Peirano Hnos. la señorita Delfinita se desarrolló una escuela improvisada. Recién en el año 1907 y en Puerto San Antonio Oeste se creó la Escuela n° 23.
La alimentación era a base de carne, pan casero, mate cocido, leche de chivas y mercadería en general que ingresaba a través de los carros de paso o de los barcos. La escasez de agua no permitía cosechar frutas y verduras, tampoco había medios para tráelas desde Viedma.

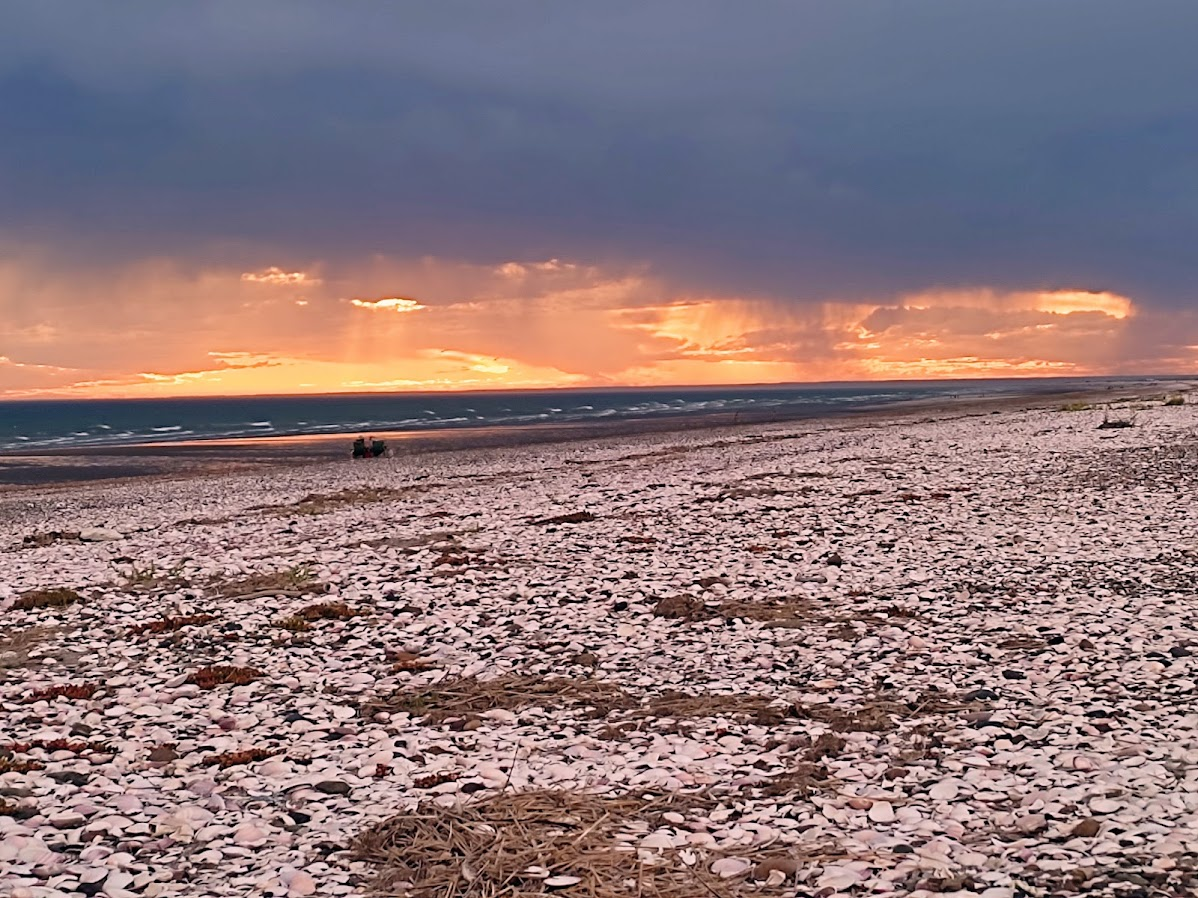
La bella playa Las Conchillas.

En 1891 que se aprobó la mensura del “Saco San Antonio” y se registró el primer nacimiento el 12 de febrero de María Camargo. Para 1899 se realizó el primer censo poblacional y se obtuvo el registro de 60 argentinos, 6 chilenos, 1 austríaco y un naturalizado. Un nuevo censo en 1901 declaró un acelerado aumento en la cantidad de habitantes pasando a 519 habitantes, 2 casas de comercio pertenecientes a las firmas Benito Contín y Peirano Hermanos y con un total de 75 familias. Esto se debió al incremento de las corrientes inmigratorias y el auge de la actividad ganadera. En 1905 se ejecutó un nuevo censo con 162 casas, 975 personas y 8 casas comerciales. Pocos años después se produjo un fuerte éxodo a San Antonio Oeste que dejó casi ningún poblador.
Recién a mediados del siglo XX  San Antonio mostró interés en la zona y logró la incorporación de toda la zona dentro de su vasto municipio de San Antonio Oeste. El mismo fue fijado por la Ley 900 el 14 de diciembre de 1973. Esta ley le otorgó  jurisdicción para el aprovechamiento integral de la Bahía San Antonio, desde una línea imaginaria que une el extremo Este de Punta Delgada y el extremo Oeste de la Península Villarino. Esta singular configuración de tamaño posibilita que dentro de su ejido municipal sanantoniese se ubiquen localidades de diversos tamaños que incluyen una ciudad (San Antonio Oeste), una villas (Las Grutas), un pueblo porteño (San Antonio Este), un pequeño poblado (Saco Viejo), un barrio alejado (El Cruce), un complejo industrial en Punta Delgado (Alcalis de la Patagonia) y el paraje Los Álamos.La extensa lista de localidades incluidas en el municipio es también reconocida por el gobierno nacional y sus políticas públicas deben ser planeadas en conjunto como un solo municipio a pesar de no tener unidad territorial.

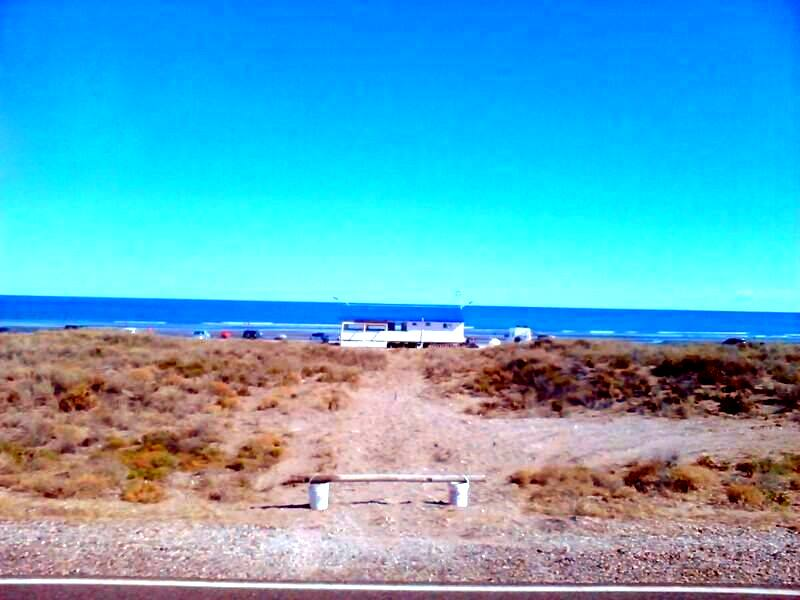
Vista del parador en el balneario Las Conchillas y su exuberante playa.

La localidad actual de saco viejo nació como un loteo. En el mismo se ofrecen lotes que rondan desde los 450 a los 630 m² se logra a través del pago a una urbanizadora que organiza su venta en dos etapas planificadas y su valor parte desde los u$25.000. Para 2020 el barrio logró constituir su junta vecinal y organizarse administrativamente como barrio de San Antonio Este.

### Balnearios
El poblado es conocido por su cercanía de las singulares a las playas vírgenes de Las Conchillas y Punta Perdices que distan a 5 minutos de distancia. Se caracterizan por su color blanco que proviene de una gran cantidad de conchillas de moluscos bivalvos. Su particular costa de caracoles se extiende sobre una base de médanos. Además, la temperatura del mar puede alcanzar los 28ª lo que hace que la zona sea llamada el Caribe patagónico
En bajamar, cuando el mar empieza su bajada, a unos 300 a 400 m salen a la luz 2 km en lo ancho de piedras, donde algunos turistas que conocen del tema, o mismo los pueblerinos, se acercan para sacar pulpitos y cangrejos para comer. Es un lugar donde abundan la pesca. Por último, abundan diversas especies de aves migratorias, como el Playero Rojizo, Becasa de Mar, Chorlito doble collar , etc.

## Demografía
La localidad solo registró población para el censo 2010 con 8 habitantes, de los cuales 5 fueron hombres y 3 mujeres.Al momento del relevo, fue llamada Saco Viejo y no se conocen detalles de su evolución previa y posterior. Tras el Censo 2022 el INDEC no brindó información detallada por localidad como lo venía haciendo hasta el Censo 2010. Em cambio, solo se limitó a información de población en el municipio en su conjunto. Como resultado, la población del poblado se sumó a la total de San Antonio Oeste.
Se pudo saber que en 2020 para conformase la junta vecinal se empadronaron 54 vecinos para las elecciones que dieron forma ala junta ese mismo año. Solo teniendo en cuenta a la población en viviendas particulares, es decir, excluyendo la población institucional y las personas sin hogar se calculó en 28 personas de forma aproximadamente para 2022.